# Barbacoll de Colòmbia
El barbacoll de Colòmbia (Nystactes noanamae) és una espècie d'ocell de la família dels bucònids (Bucconidae) que habita la selva humida del nord-oest de Colòmbia.